# 唐見実世子
唐見 実世子（からみ みよこ、1974年9月6日 - ）は、広島県広島市出身の自転車プロロードレース選手である。愛称は「からみっち」「からみー」。

## 来歴
広島市立美鈴が丘高等学校、中京女子大学卒業後、カツリーズサイクルに入社。1999年のアジア選手権で3位に入り、以降国内で多くのタイトルを獲得。2004年にはアテネ五輪にも出場。2005年より活動拠点をイタリアのサフィパスタ・ザーラ・マンハッタンに移し、欧州各地や国内を転戦しているほか、世界選手権にも出場。2006年にはアジア大会に出場し4位入賞となる。2007年よりチームサッカレッリに移籍。その後現役引退し一度は自転車競技から離れるものの、9年間のブランクを経て2016年より弱虫ペダル サイクリングチームでプレイングコーチとして現役復帰し2022年まで在籍。2016/2017/2018/2019/2020とJフェミニンツアーで前人未到となる個人総合優勝5連覇を達成。2018シーズンではアジア選手権 (ITT3位)・アジア大会・世界選手権に出場。
2024年11月より和歌山県の地域おこし協力隊になる。